# Kaspische Flottille
Die Kaspische Flottille (russisch Каспийская флотилия Kaspijskaja flotilija) ist der zweitälteste Teil der russischen Kriegsmarine (nach der Baltischen Flotte) und wurde später Teil der sowjetischen Marine. Die Flottille ist im Kaspischen Meer stationiert.
Die Flottille wurde im November 1722 in Astrachan auf Befehl Peters des Großen aufgestellt. Sie nahm an dessen Persischem Feldzug von 1722–1723 sowie am Russisch-Persischen Krieg von 1804–1813 teil und unterstützte die russische Armee bei der Eroberung von Derbent und Baku 1796. Als Ergebnis des Vertrages von Gulistan 1813 verblieb die Kaspische Flottille als einzige Kriegsmarine im Kaspischen Meer. Baku wurde 1867 ihr Hauptstützpunkt. Sitz ist heute Astrachan (demnächst Kaspijsk).
Als sich in der Folge die Situation im Kaspischen Meer stabilisierte, nahm die Zahl der Schiffe der Flottille ab. Zu Beginn des 20. Jahrhunderts verfügte sie nur über zwei Kanonenboote und ein paar bewaffnete Dampfer. Die Seeleute der Flottille nahmen aktiv an der revolutionären Bewegung in Baku 1903–1905 und an der Etablierung der sowjetischen Herrschaft in dieser Region teil.

## Die Flottille im Russischen Bürgerkrieg

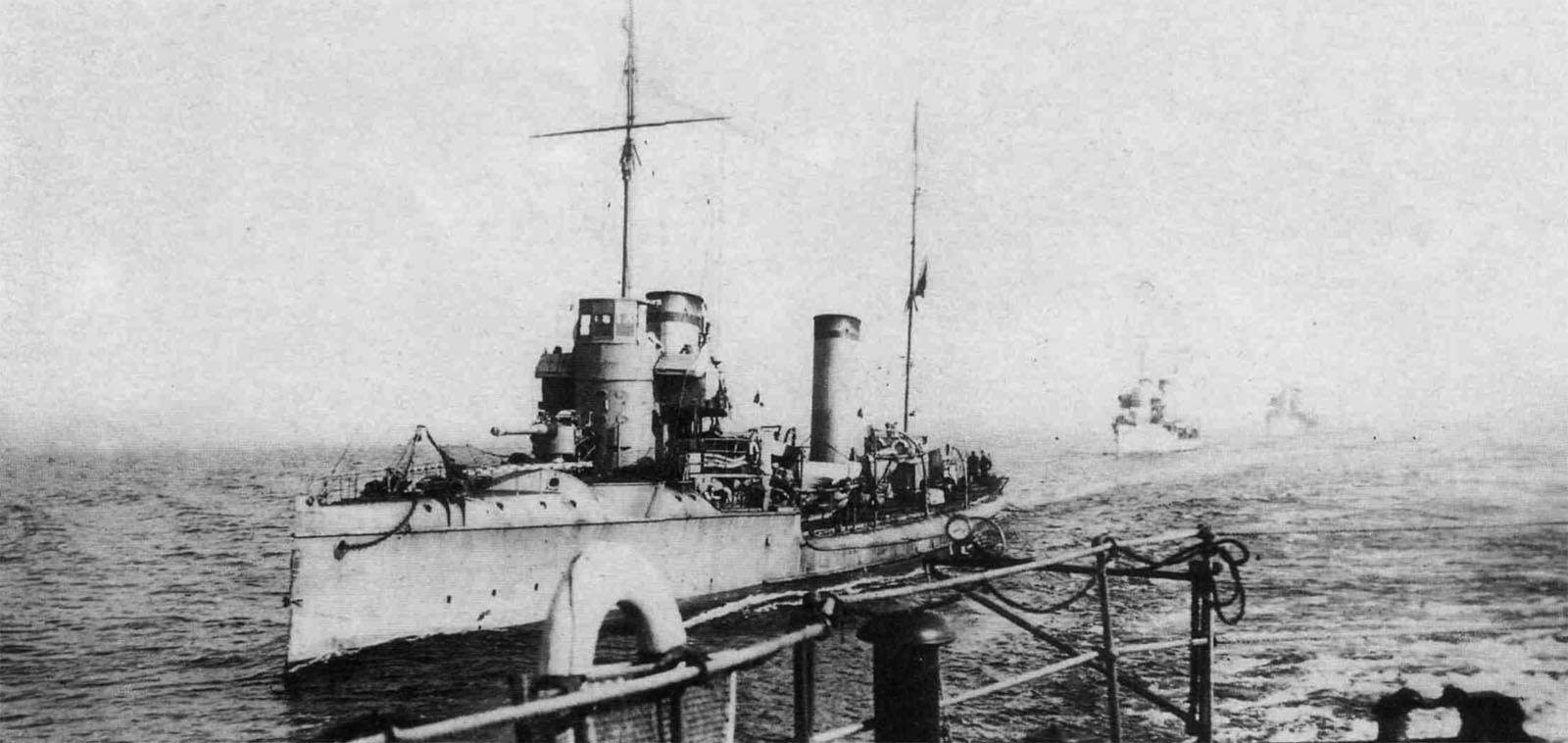
Schiff Moskwitjanin

Um der Roten Armee Unterstützung zu leisten, stellten die Sowjets von April bis Juni 1918 die Kriegsflotte der Astrachanregion (russisch Военный флот Астраханского края Wojenny flot Astrachanskowo kraja) auf, die mit Torpedo- und U-Booten aus der Ostsee verstärkt wurde. Am 13. Oktober 1918 benannten die Sowjets die Flotte in Astrachanisch-Kaspische Kriegsflottille (russisch Астрахано-Каспийская военная флотилия Astrachano-Kaspijskaja woennaja flotilija) um. Die Schiffe der Flottille wurden im August 1918 von der konterrevolutionären Zentralkaspischen Regierung erbeutet und nach dem Sturz der Müsavat-Regierung von den Sowjets wiedererlangt. Am 21. Mai 1919 griffen Einheiten der British Caspian Flotilla Einheiten der Kaspischen Flottille im Hafen von Fort Alexandrowsk an und schossen dabei u. a. den Torpedobootszerstörer Moskwitjanin zum Wrack (siehe Seegefecht von Fort Alexandrowsk).

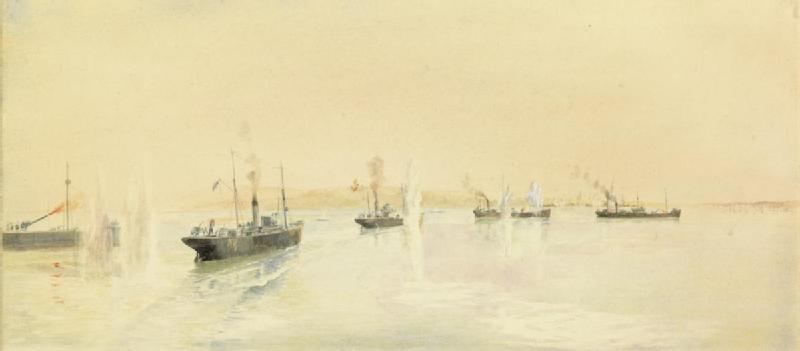
Aufklärung der bolschewistischen Advanced Base im Fort Alexandrowsk (Kaspisches Meer), Blick auf eine Marine-Aktion

Im Juli 1919 wurde die Astrachanisch-Kaspische Kriegsflottille mit der Wolga-Kriegsflottille (russisch Волжская военная флотилия Wolschskaja wojennaja flotilija) zusammengelegt und in Wolga-Kaspische Kriegsflottille (Волжско-Каспийская военная флотилия, oder Wolschsko-Kaspijskaja wojennaja flotilija) umbenannt. Am 1. Mai 1920 stellten die Sowjets die Kaspische Flotte auf, die aus 3 Hilfskreuzern, 10 Torpedobooten, 4 U-Booten und anderen Schiffen bestand. Zusammen mit der Kaspischen Flotte war die Rote Flotte des sowjetischen Aserbaidschan in Baku stationiert. Beide Flotten vollendeten die Befreiung des Kaspischen Meeres von der Weißen Armee. Im Juli 1920 wurden die Kaspische und die Aserbaidschanische Flotte zu den Marinestreitkräften des Kaspischen Meeres (russisch Морские Силы Каспийского моря Morskije Sili Kaspijskogo morja) vereint und am 27. Juni 1931 in Kaspische Flottille umbenannt.
1919/20 war das Flaggschiff der Flottille der Torpedobootszerstörer Karl Liebknecht. Von Juni 1919 bis Juni 1920 wurde die Flottille von Fjodor Fjodorowitsch Raskolnikow befehligt; Flottillenkommissarin war dessen Ehefrau Larissa Reissner.

## Die Flottille in den 1920er-Jahren
Im Jahr 1926 bestand die Einheit aus folgenden Schiffen:
Zerstörer der Ukraina-Klasse:
- Alfater (früher Turkmenez Stawropolski)
- Markin (früher Woiskowoi)
- Bakinski-Rabotschi (früher Ukraina)

Technische Daten: Baujahr 1904, 710 t, 25 sm, 3 10-cm-Geschütze, 1 3,7-cm-Geschütz, 2 Maschinengewehre, 2 45-cm-Torpedorohre, 16 Seeminen.
Wachschiffe:
- Chorjok
- Kunitza
- Laska
- Lydra

Technische Daten: 180 t, 12 sm, 2 7,5-cm-Geschütze.
Avisos:
- Trud
- Lenin
- Trotzki
- Ali Bairanoff

Vermessungsfahrzeuge:
- Maksim Gorki
- Rosa Luxemburg

Depeschenboot:
- Transkawkas

## Die Flottille seit dem Zweiten Weltkrieg
Während des Großen Vaterländischen Krieges von 1941 bis 1945 sicherte die Kaspische Flottille besonders während der Schlacht von Stalingrad und dem Kampf um den Kaukasus wichtige Seetransporte von Truppen, Ausrüstung und verschiedenen Gütern. Da die Planungen der Kriegsmarine für das Kaspische Meer durch den Kriegsverlauf vereitelt wurden, kam es zu keinem direkten Zusammentreffen mit Seestreitkräften der Achsenmächte.
1945 wurde die Kaspische Flottille mit dem Rotbannerorden ausgezeichnet.

## Die Flottille ab 1990

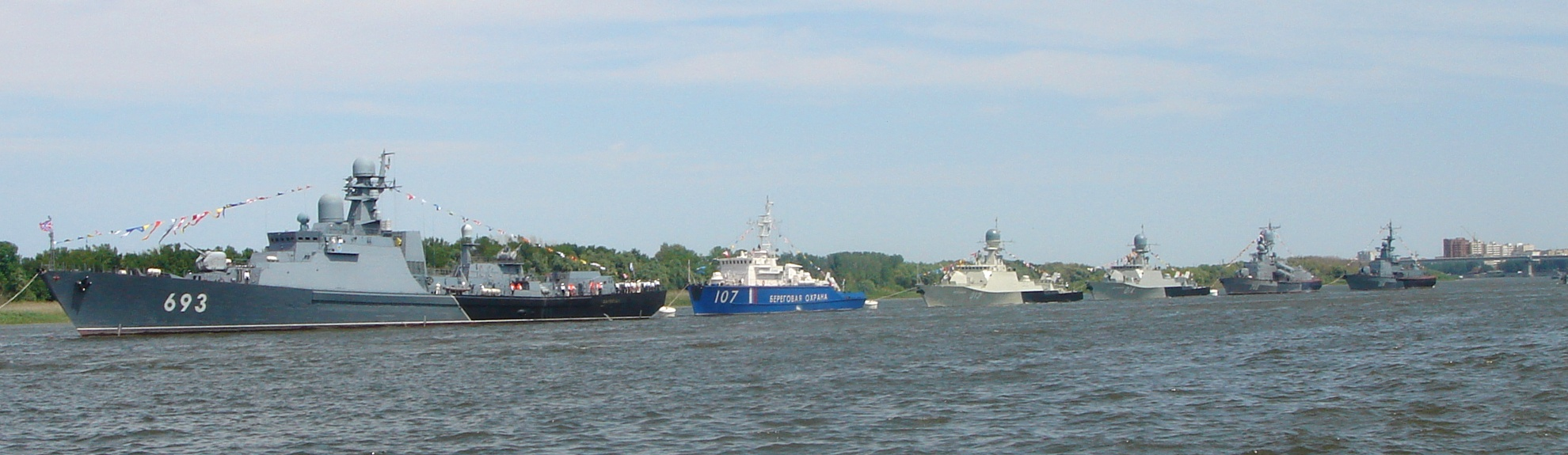
Parade von Einheiten der Kaspischen Flottille, Astrachan, 2012

Nach dem Zerfall der Sowjetunion wurden 1992 die Einheiten der Flottille auf die am Kaspischen Meer liegenden ehemaligen Sowjetrepubliken aufgeteilt. Die Russische Kaspische Flottille verlegte die ihr zugeschlagenen Einheiten aus Baku nach Machatschkala und Astrachan. Astrachan wurde der Hauptstützpunkt der Flottille. Seit 2010 ist die Flottille dem Kommando des Südlichen Militärbezirks unterstellt.
Im Jahr 2000 wurde die 77. Marineinfanteriebrigade in Kaspijsk als Teil der Flottille aufgestellt. Stab und zwei Bataillone der Brigade wurden von der aufgelösten 77. Garde-Marineinfanteriedivision, die der Nordflotte unterstellt war, übernommen. Zur Brigade gehörten das 414., das 725. und  das 975. selbständige Marineinfanteriebataillon in Kaspijsk, das 712. selbständige Marineinfanteriebataillon in Astrachan, das 1200. selbständige Aufklärungsbataillon in Kaspijsk, die 1408. und die 1409. selbständige Artillerieabteilung, die 1387. selbstständige Luftabwehr- und Artillerieabteilung und die 530. selbstständige Eloka-Kompanie. Die Brigade wurde 2009 aufgelöst.
Im November 2007 besuchte ein Schiffsverband der Kaspischen Flottille erstmals seit 1977 wieder den Iran und lag elf Tage im Hafen von Bandar Anzali vor Anker.

### Einheiten der Flottille
Ab dem Jahre 2003 setzte ein großangelegtes Modernisierungsprogramm ein. Kennzeichnend ist dabei die Indienststellung von Einheiten mit modernen Schiff-Schiff- und Schiff-Boden-Lenkflugkörpern, zum Teil wurden ältere Einheiten modernisiert. In diesem Jahr wurde das erste Raketenschiff des Projektes 11661 bei der Kaspischen Flottille in Dienst gestellt. Die Tatarstan ist das Flaggschiff der Flottille. Ein zweites Schiff des Projektes, die Dagestan, wurde 2012 in Dienst gestellt. Bereits 2011 erfolgte die Indienststellung des ersten kleinen Raketenschiffes des Projektes 21630. Weitere fünf Schiffe liefen ab 2011 zu, darunter 2014 drei Schiffe des modernisierten Projektes 21631. Ebenso wie die Tatarstan sind diese Schiffe in der Lage, Lenkflugkörper vom Typ P-800 Oniks und Kalibr einzusetzen. Sie lösten die 2014 außer Dienst gestellten Raketenschnellboote des Projektes 206MR ab. Das Schiff des Projektes 12411 wurde 2011 modernisiert und kann Lenkflugkörper vom Typ P-270 Moskit einsetzen. Ebenso wurden auch die Landungsboote ab 1999 durch Neubauten der Projekte 1176, 11770 und 21820 ersetzt.
Im Jahr 2014 wurde der Flottille das Bergungsschiff SB-45 und drei für Rettungs- und Bergungsaufgaben vorgesehene Reedekutter zugeführt.
Die Kaspische Flottille verfügt (Stand 2024) über einen Bestand von 27 Kriegsschiffen:
- Fregatten und Korvetten
  - zwei Fregatten des Projekt 11661 (Gepard-Klasse)
  - drei Korvetten der Projekt 21631 (Bujan-M-Klasse)
  - drei Korvetten der Projekt 21630 (Bujan-Klasse)
- Patrouillenboote
  - ein Boot des Projekt 12411T (Tarantul-I-Klasse)
  - ein Boot des Projekt 1400M (Zhuk-Klasse)
  - vier Boote des Projekt 1204 (Shmel-Klasse)
- Minenabwehreinheiten
  - ein Boot des Projekt 1265 (Sonya-Klasse)
  - ein Boot des Projekt 1258 (Yevgenya-Klasse)
  - zwei Boote des Projekt 10750 (Lida-Klasse)
  - zwei Boote des Projekt 697TB
- Landungsboote
  - ein Boot des Projekt 21820 (Dyugon-Klasse)
  - vier Boote des Projekt 11770 (Serna-Klasse)
  - ein Boot des Projekt 1176 (Ondatra-Klasse)

### Einsätze
Am 7. Oktober 2015 wurden von Schiffen der Kaspischen Flottille 3M14-Marschflugkörper auf Stellungen des sogenannten Islamischen Staates im Rahmen der russischen Beteiligung an kriegerischen Handlungen im syrischen Bürgerkrieg abgeschossen. Nach russischen Angaben starteten die Schiffe Tatarstan, Grad Swijaschsk, Uglitsch und Weliki Ustjug insgesamt 26 Lenkflugkörper, die alle ihre Ziele erreichten.

## Kommandeure
- KAdm Leonid Rjabzew (1973–1977)
- VAdm Həmid Qasımbəyov (1977–1984)
- KAdm Wassili Tolkatschjow (1984–1987)
- VAdm Wladimir Ljaschenko (1987–1991)
- VAdm Boris Zinin (1991–1996)
- VAdm Wladimir Massorin (1996–2002)
- VAdm Juri Starzew (2002–2005)
- KAdm Wiktor Krawtschuk (2005–2010)[8]
- VAdm Sergei Aljokminski (2010–2014)[9]
- KptzS Ildar Achmerow (2014–2015)
- KAdm Igor Ossipow (2015–2016)
- VAdm Sergei Pintschuk (2016–2021)
- KAdm Alexander Peschkow (seit 2021)